# Fantastic'Arts 1995
Le deuxième festival Fantastic'Arts s'est déroulé du 1er février au 5 février 1995 à Gérardmer.

## Palmarès
| Prix                                     | Attribué à | Pays               |
| ---------------------------------------- | --- | ------------------ |
| Grand prix du festival                   | Créatures célestes (Heavenly Creatures) de Peter Jackson                                                                                | Nouvelle-Zélande   |
| Prix du jury                             | Dellamorte Dellamore de Michele Soavi                                                                                                   | Italie             |
| Prix spécial                             | Akumulator 1 de Jan Svěrák | République tchèque |
| Prix de la critique                      | Akumulator 1 de Jan Svěrák | République tchèque |
| Prix du public                           | Dellamorte Dellamore de Michele Soavi                                                                                                   | Italie             |
| Grand prix du court métrage              | J'veux qu'on m'aime de Patrick Contre                                                                                                   | France             |
| Mention spéciale du jury courts métrages | Ovo de Pierre Bouchon et José Miguel Ribeiro                                                                                            | France, Portugal   |
| Grand prix vidéo Fantastica              | La Cité des monstres (Freaked) de Alex Winter et Tom Stern ( États-Unis) et Le Crépuscule des aigles (Fatherland) de Christopher Menaul | États-Unis         |
| Grand prix du vidéo clip fantastique     | Jurassic Park |                    |
| Prix littéraire                          | Le Chien qui rit d'Anne Dugüel |                    |

## Films en compétition
- Akumulator 1 de Jan Svěrák ( République tchèque)
- Dellamorte Dellamore de Michele Soavi ( Italie /  France /  Allemagne)
- Créatures célestes (Heavenly creatures) de Peter Jackson ( Nouvelle-Zélande /  Allemagne)
- Justino, l'assassin du troisième âge (Justino, un asesino de la tercera edad) de Santiago Aguilar et Luis Guridi ( Espagne)
- Les Maîtres du monde (The Puppet Masters) de Stuart Orme ( États-Unis)
- Rampo, la Proie et l'Ombre (Rampo) de Rintaro Mayuzumi et Kazuyoshi Okuyama ( Japon)
- Freddy sort de la nuit (Wes Craven's new nightmare) de Wes Craven ( États-Unis)
- Chasseur de sorcières (Witch Hunt) de Paul Schrader ( États-Unis)

## Courts métrages en compétition
- Descente de Philippe Haïm ( France)
- J’veux qu'on m'aime de Patrick Contré ( France)
- L’ennemi de Hervé Renoh ( France)
- Les escarpins sauvages de Didier Poiraud, Thierry Poiraud ( France)
- Ovo de Pierre Bouchon, José Miguel Ribeiro ( France,  Portugal)
- Pit Parker contre l’araignée de Kram Reyob ( France)
- Premières constatations de Luc Lefebvre ( France)
- Une belle âme de Éric Besnard ( France)

## Films hors compétition
- L'Antre de la folie (In the Mouth of Madness) de John Carpenter ( États-Unis)
- Stargate, la porte des étoiles (Stargate) de Roland Emmerich ( France /  États-Unis)
- Star Trek Generations de David Carson ( États-Unis)

### Séance de Minuit
- Brainscan de John Flynn ( Canada /  États-Unis /  Royaume-Uni)
- The Mangler de Tobe Hooper ( États-Unis /  Royaume-Uni /  Australie /  Afrique du Sud)

### Hommage à John Carpenter
- Halloween : La Nuit des masques (Halloween)
- The Thing
- Christine
- Prince des Ténèbres (Prince of Darkness)
- Invasion Los Angeles (They Live)
- Les aventures d'un homme invisible (Memoirs of an Invisible Man)

### Hommage à Tobe Hooper
- Massacre à la tronçonneuse (The Texas Chainsaw Massacre)
- Les Vampires de Salem (Salem's lot)
- Poltergeist
- Lifeforce - L'étoile du mal (Life Force)

### Rétrospective 100 ans d'effets spéciaux, De Méliès à Lucas
- King Kong de Merian C. Cooper et Ernest B. Schoedsack ( États-Unis)
- Dr. Jekyll et Mr. Hyde de Victor Flemming ( États-Unis)
- Planète Interdite (Forbidden Planet) de Fred M. Wilcox ( États-Unis)
- 2001, L'Odyssée de l'espace (2001, A Space Odyssey) de Stanley Kubrick ( Royaume-Uni /  États-Unis)
- Alien, le huitième passager (Alien) de Ridley Scott ( Royaume-Uni/  États-Unis)
- Le loup-garou de Londres (An American Werewolf in London) de John Landis ( Royaume-Uni /  États-Unis)
- Blade Runner de Ridley Scott ( États-Unis /  Hong Kong)
- Terminator 2 : Le Jugement dernier (Terminator 2 : Judgement Day) de James Cameron ( États-Unis /  France)
- The Mask de Chuck Russel ( États-Unis)

## Inédits vidéo
- La Cité des monstres (Freaked) de Alex Winter et Tom Stern ( États-Unis)
- Le Crépuscule des aigles (Fatherland) de Christopher Menaul ( États-Unis)
- Final experiment (Offical denial) de Brian Trenchard-Smith ( États-Unis)
- Death machine de Stephen Norrington ( Royaume-Uni / Japon)
- Full eclipse de Anthony Hickox ( États-Unis)

## Jury

### Jury longs métrages
Président du jury : John Carpenter
- Fabio Conversi
- Frank Darabont
- Philippe Druillet
- Paul Guimard
- Tobe Hooper
- Marie Laforêt
- Florent Pagny
- Pierre Pelot
- Charles Russel
- Jerzy Skolimowski

### Jury courts métrages
Président du jury : Claude Pinoteau
- Nathalie Roussel
- Sandra Speichert
- Bernard-Pierre Donnadieu
- Dominique Farrugia
- Jean Marbeuf
- Jean-Loup Hubert
- Bruno Wolkowitch